# Institut supérieur de gestion de Tunis
 (mars 2020).
L'Institut supérieur de gestion de Tunis (arabe : المعهد العالي للتصرف بتونس) ou ISG est un établissement universitaire tunisien rattaché à l'université de Tunis.

## Historique
L'institut est fondé en juillet 1969 et sort sa première promotion en juin 1971.

## Spécialités
L'institut a de nombreuses spécialisations :
- licence fondamentale en informatique de gestion
- licence fondamentale en gestion
- licence appliquée en informatique décisionnelle
- licence appliquée en comptabilité
- licence appliquée en économie
- licence appliquée en marketing et communication
- master professionnel en sécurité des systèmes informatiques
- master professionnel en marketing et commerce international
- master professionnel en comptabilité
- master professionnel en qualité, sécurité et environnement
- master professionnel en gestion des ressources humaines et développement des compétences
- master professionnel en ingénierie financière
- master professionnel en assurance et actuariat
- master professionnel en risk management
- master de recherche en méthode intelligente pour l'aide à la décision
- master de recherche en informatique et gestion de la connaissance
- master de recherche en administration et stratégies des affaires
- master de recherche en marketing
- master de recherche en management des RH et organisation
- master de recherche en finance
- master de recherche en décision
- master de recherche en prévision
- master de recherche en enterprise systems engineering
- doctorat en informatique de gestion
- doctorat en gestion

## Étudiants célèbres
- Karim Ben Amor
- Mourad Ben Chaabane
- Boutheina Ben Yaghlane
- Walid Dhahbi
- Selma Elloumi
- Slim Feriani
- Abdallah Hajri
- Tawfik Jelassi
- Khaled Khiari
- Moez Limayem
- Chokri Mamoghli
- Mohamed Nouri Jouini